# ليزلي بوون
ليزلي بوون (بالإنجليزية: Lesley Boone)‏ هي ممثلة أمريكية، ولدت في 25 فبراير 1968 بلوس أنجلوس في الولايات المتحدة. بدأت مشوارها المهني سنة 1989.

## أعمال

### مسلسلات
- إد

## وصلات خارجية
- ليزلي بوون على موقع IMDb (الإنجليزية)
- ليزلي بوون على موقع إن إن دي بي (الإنجليزية)
- ليزلي بوون على موقع قاعدة بيانات الفيلم (الإنجليزية)